# Wetteren
Wetteren est une commune néerlandophone de Belgique située en Région flamande, dans la province de Flandre-Orientale.

## Sections de la commune
| # | Section  | Superf. (km²) | Habitants (2020) | Habitants par km² | Code INS |
| - | -------- | ------------- | ---------------- | ----------------- | -------- |
| 1 | Wetteren | 26,55         | 22.373           | 843               | 42025A   |
| 2 | Massemen | 6,56          | 2.726            | 415               | 42025B   |
| 3 | Westrem  | 3,90          | 901              | 231               | 42025C   |

## Héraldique
|  | La commune possède des armoiries qui lui ont été octroyées le 26 février 1851 et à nouveau le 5 mars 1985. Elles montrent Sainte Gertrude, la sainte patronne locale ainsi que les chiffres romains X et IIII. Ces derniers sont dérivés du nom de la famille Vilain XIIII qui acquit le village et la propriété en 1576. L'association figurait déjà sur le sceau du village depuis 1785. La famille Vilain ajouta au début du XIIIe siècle l'addition de Van Gent à leur nom. Plus tard, le nom de Vilain van Gent a été remplacé par Vilain XIIII. La raison de ce changement n'est pas connue mais il y a eu beaucoup de spéculations. Quoi qu’il en soit, en 1437, un Adriaan Vilain XIIII fut mentionné comme chevalier et échevin dans la ville d’Eeklo. Blasonnement : D'or à une Sainte Gertrude en abbesse au naturel, accompagnée à dextre du chiffre romain X et à sénestre du chiffre romain IIII, sur une terrasse isolée. Source du blasonnement : Heraldy of the World. |

## Démographie

### Évolution démographique: Avant la fusion des communes
- Sources : INS, Rem. : 1831 jusqu'en 1970 = recensements, 1976 = nombre d'habitants au 31 décembre[3].

### Évolution démographique de la commune fusionnée
Graphe de l'évolution de la population de la commune. Les données ci-après intègrent les anciennes communes dans les données avant la fusion en 1977.
- Source : DGS - Remarque: 1831 jusqu'à 1981=recensement; depuis 1990=nombre d'habitants chaque 1er janvier[4]

## Personnalités liées à cette commune
- Le vicomte Hippolyte Vilain XIIII, membre du Congrès national, châtelain et bourgmestre de Wetteren
- Émile Pierre Joseph Storms (1846-1918), explorateur du Congo.
- Émile Braun, bourgmestre de Gand y résida au château dit de Kerchove
- Etienne De Wilde, coureur cycliste
- Herman Verbaere (1906–1993), peintre: naissance
- Koen et Magda Aurousseau.